# 千本日活
千本日活（せんぼんにっかつ）は、日本の映画館。第二次世界大戦後の1961年（昭和36年）7月、京都府京都市上京区に独立館主による東宝封切館、五番街東宝（ごばんがいとうほう）として新築・開館、1963年（昭和38年）には改称した。戦前から芝居小屋・映画館でにぎわった西陣地区に現在も残る、同地区最後の映画館である。
1901年（明治34年）に牧野省三が新築・開館した千本座（のちの千本日活館）とは、経営・歴史・場所のすべてが異なるものである。

## データ
- 所在地 : 京都府京都市上京区上長者町千本西入ル五番町172番地[2][3][10][11][12]
北緯35度1分24.87秒 東経135度44分29.32秒 / 北緯35.0235750度 東経135.7414778度座標: 北緯35度1分24.87秒 東経135度44分29.32秒 / 北緯35.0235750度 東経135.7414778度
- 経営 : 西陣新地土地建物株式会社[11][12] ⇒ 千本日活[4] ⇒ 宮崎興行株式会社[5][10]
- 支配人 : 
  1. 大島弘 （1961年[11][12] - 1963年[4]）
  2. 吉田忠雄 （1963年[4] - 1968年前後[5]）
  3. 宮崎三郎 （1968年前後[5] - 1993年）
  4. 宮崎栄嗣 （1994年 - ）
  5. 辰巳友啓
- 構造 : 鉄筋コンクリート造三階建[11]
- 観客定員数 : 600名（1961年[11]）、420名（1989年[7]・2001年）、300名（2013年[10]）

## 歴史

### 年表
- 1961年（昭和36年）7月15日 - 五番街東宝として開館[1][3][11][12]
- 1963年（昭和38年） - 千本日活と改称[3][4]

### 沿革

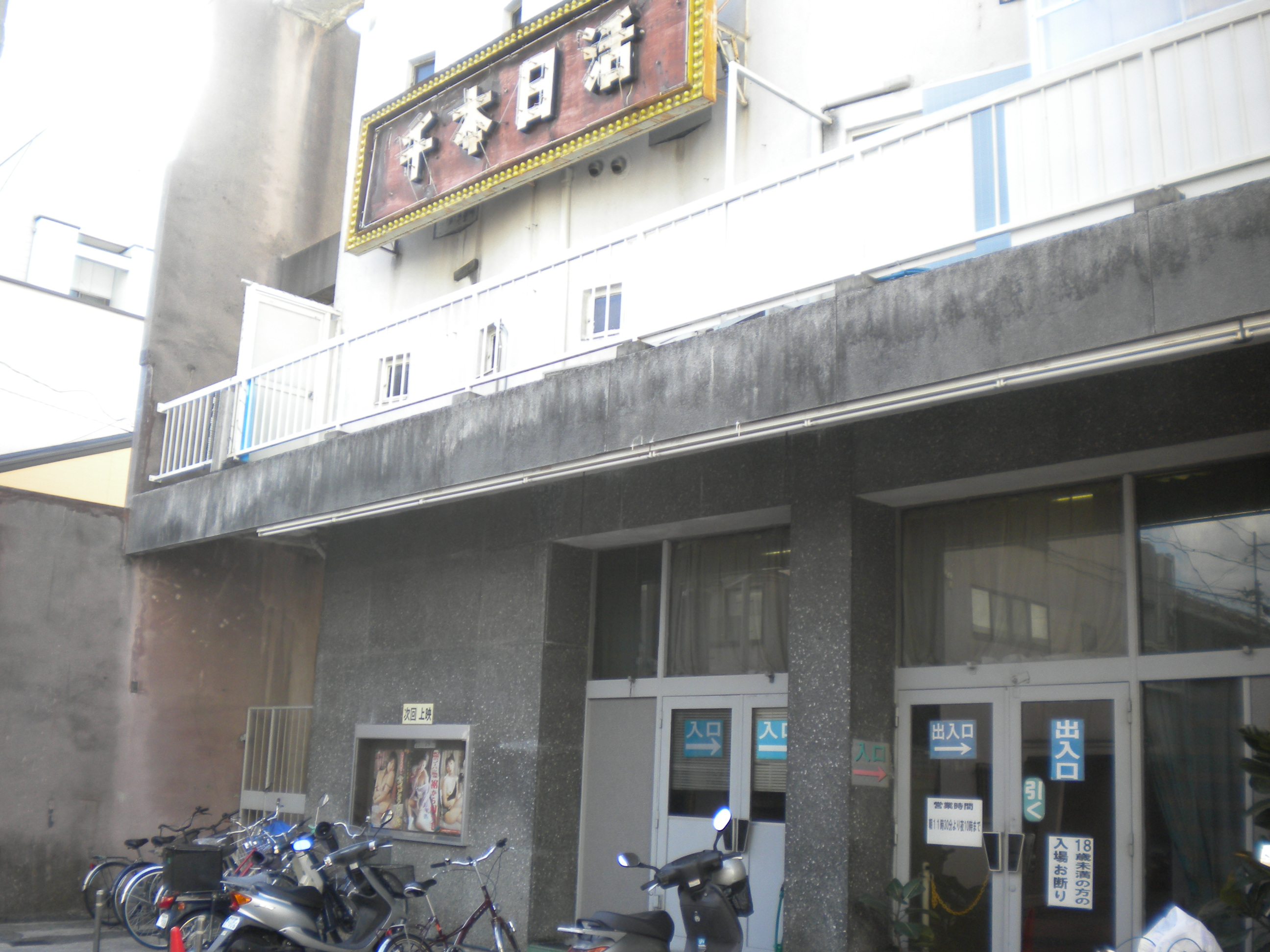
2009年の千本日活

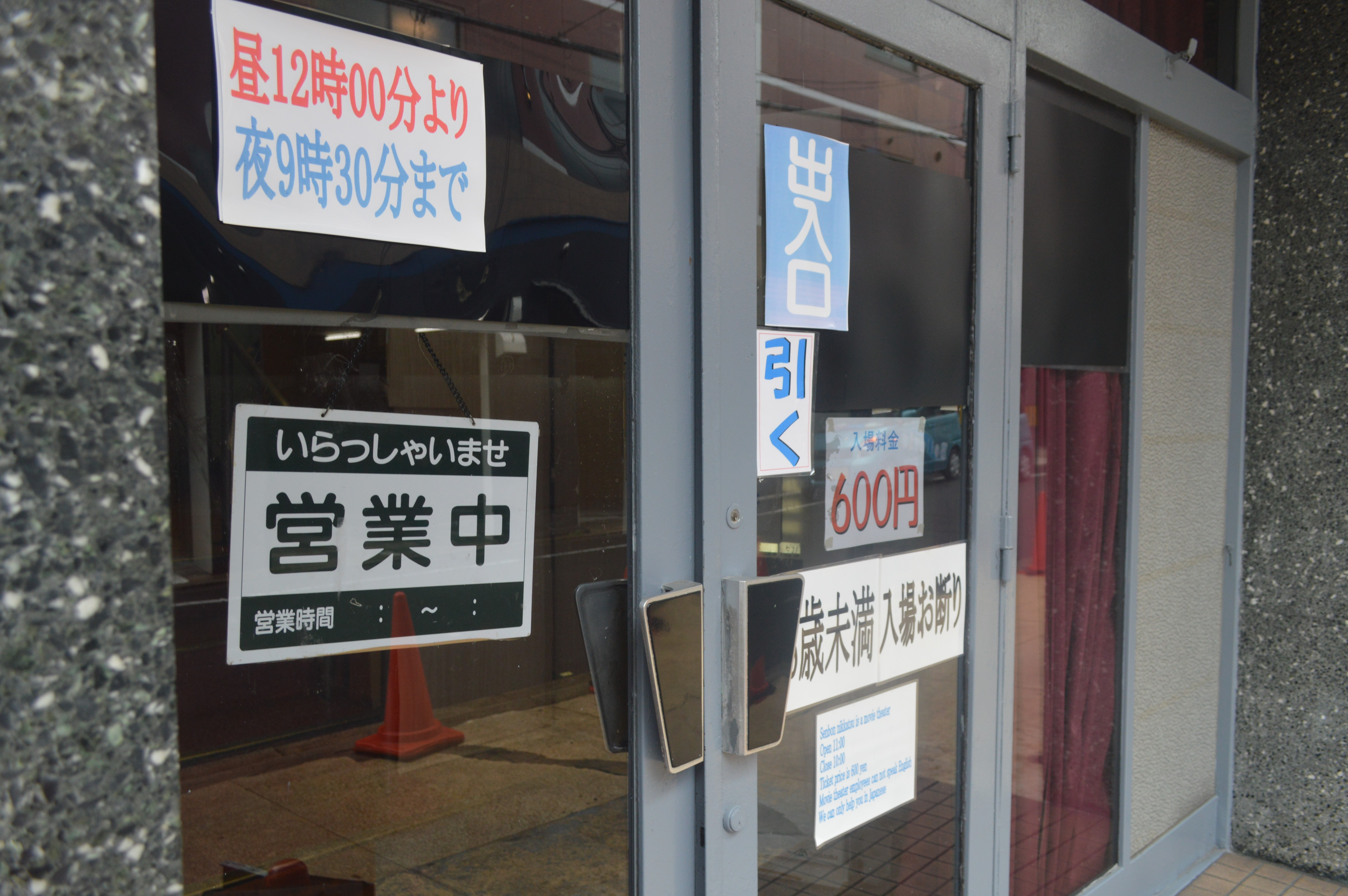
建物の入口

第二次世界大戦後の1961年（昭和36年）7月15日、京都市電千本線・堀川線の交差する千本中立売電停（現在の京都市営バス千本中立売停留所）の南西に位置する、京都府京都市上京区上長者町千本西入ル五番町172番地に五番街東宝として新築・開館した。同館は、1963年（昭和38年）に田坂具隆が監督して映画化した水上勉の小説『五番町夕霧楼』（1962年）の舞台になったかつての「五番町遊廓」（西陣新地とも）に位置し、同敷地は、同町の花街組合の事務所の跡地である。1958年（昭和33年）3月15日に施行された売春防止法のために遊郭は廃止され、同組合も解散、同地に西陣新地土地建物株式会社が鉄筋コンクリート造三階建の映画館を建設、経営に乗り出したものである。東宝と封切館契約をし、東宝が配給する新作を公開する映画館であった。冷暖房完備、観客定員数600名、開館時の支配人は大島弘である。同社の本社は、同館内に置いた。
同館は西陣地区では最後発の映画館で、当時の同地区には、日活直営の千本日活館（かつての千本座、千本通一条上ル）、西陣松竹（千本通下長者町上ル）、西陣キネマ（千本通中立売上ル）、東映直営の西陣ニュー東映劇場（西陣東映劇場、千本通中立売上ル）、西陣大映国際劇場（のちの西陣大映、千本通中立売上ル）、北野東映（千本通中立売下ル）、西陣劇場（下立売通浄福寺上ル）、大宮東宝映画劇場（大宮寺ノ内上ル）、千船映画劇場（千本通芦山寺上ル）、文化会館（寺町通丸太町上ル）の10館がすでに存在していた。
1963年（昭和38年）6月、日活が当時の一連の資産売却の方針により、直営館であった千本日活館を閉館、翌年には田中不動産に売却している。同年、五番街東宝は館名を千本日活に変更、経営元を「千本日活」と変更し、支配人も吉田忠雄に代った。同館は当時、開館以来3年目の新しい映画館であったが、西陣地域の映画市場はすでに縮小方向にあり、同年当時の同地域には、同館のほかは西陣松竹、西陣キネマ、西陣東映、西陣大映、千船映画劇場、文化会館の6館になっていた。1968年（昭和43年）前後には、同館の経営は宮崎興行株式会社に移り、同社代表の宮崎三郎が支配人を兼務した。同社は、現在に至るまで、同館を経営することになる。
1971年（昭和46年）8月、日活が映画製作を中断、同年11月から「日活ロマンポルノ」の製作・配給を開始、同館は成人映画館に切り替わる。このころの西陣地区の映画館は、すでに西陣キネマ、西陣大映、西陣松竹から館名を戻した西陣昭和館、同館を含めて4館のみ、大手資本による直営館は撤退し、すべて地元の館主による経営のもののみに減少していた。1988年（昭和63年）には、にっかつ（日活）がロマンポルノから撤退したが、このころにはにっかつ系は西陣大映が上映しており、同館は、すでに他社系の成人映画の混映館になっていた。西陣キネマが1984年（昭和59年）に閉館し、同地区の映画館は、同館と西陣大映のみであった。
西陣大映は、1992年（平成4年）に東梅田日活が経営権を得て「シネ・フレンズ西陣」と改称したが、2005年（平成17年）5月31日に閉館したため、以降、同地区の映画館は同館のみになった。現在は、新東宝映画、大蔵映画（オーピー映画）、新日本映像（エクセスポルノ）を3本立てで上映し、入場料は1階席500円、2階席600円である。現在の経営はひきつづき宮崎興行、同社代表は宮崎栄嗣、同館支配人は辰巳友啓である。